# Matteuskyrkan, Helsingfors
Matteuskyrkan (finska: Matteuksenkirkko) är en kyrka i rödtegel i Helsingfors, i hörnet av Olofsborgsvägen och Åbohusvägen. Den planerades av Veli-Pekka Tuominen och Stefan Ahlman, och blev klar år 1985. Orgeln med 22 register är tillverkad av Kangasala orgelbyggeri. Den används Vartiokylän seurakunta och Matteus församling.